# Asianthrips bicolor
Asianthrips bicolor (лат.) — вид трипсов рода Asianthrips из семейства Phlaeothripidae (Thysanoptera).

## Распространение
Встречаются в Юго-Восточной Азии: Таиланд.

## Описание
Мелкие желтовато-коричневые насекомые (длина около 1—2 мм) с четырьмя бахромчатыми крыльями. От близких видов отличаются следующими признаками: мезопрестернум и мезоэустернум широко сросшиеся, с рудиментарными короткими швами между ними с обеих сторон; на IV и V члениках усиков такой серии щетинок нет. Проторакс жёлтый. Голова коричневая.  Усики 8-члениковые, VIII членик сросшийся с VII члеником; сегмент III асимметричный; колокольчатые сенсиллы на II членике расположены вблизи вершины. Заднегрудной стерноплевральный шов отсутствует; мезопрестернум медиально сросся с мезоэустернумом, между этими пластинками с обеих сторон имеются швы. Брюшные тергиты II—VII с двумя парами удерживающих крыло щетинок.

## Классификация
Вид был впервые описан в 2022 году японскими энтомологами Shuji Okajima и Masami Masumoto (Laboratory of Entomology, Tokyo University of Agriculture, Ацуги, Канагава, Япония). Близок к виду Asianthrips setifer.